# Venus Bukareszt
Venus București – rumuński klub piłkarski z siedzibą w Bukareszcie. Klub działał w latach 1914-1949 i reaktywowany został w 2014 roku.

## Historia
A.S.C. Venus București został założony w 1914 roku a do federacji dołączył 15 lipca 1915 r. W 1919 zadebiutował w rozgrywkach Pucharów Wołoszczyzny i już w debiutanckim sezonie wygrał te rozgrywki, które wówczas były odpowiednikiem Mistrzostw Rumunii. Rok później Venus powtórzył ten sukces. W rozgrywanych później Mistrzostwach Rumunii Venus tryumfował dwukrotnie w 1929 i 1932. 
W 1932 została utworzona liga piłkarska Divizia A i Venus był wśród jej założycieli. Venus czterokrotnie wygrywał rozgrywki Divizii A w 1934, 1937, 1939 i 1940. Podczas wojny Venus uczestniczył nieoficjalnych mistrzostwach – Campionatul de Rasboiu. W 1944 w tych rozgrywkach zajął ostatnie, 12. miejsce i opuścił ekstraklasę. 
W 1948 władze komunistyczne zmieniły nazwę trzecioligowego wówczas klubu na Venus-UCB. W 1949 klub wycofał się z rozgrywek i został zlikwidowany. W 2014 roku klub reaktywowano.

## Sukcesy
- Mistrzostwo Rumunii (8): 1920, 1921, 1929, 1932, 1934, 1937, 1939, 1940.
- finał Pucharu Rumunii: 1940.

## Znani piłkarze w klubie
| - Andrei Bărbulescu - Ion Lăpușneanu - Constantin Stanciu - Lazăr Sfera - Alfred Eisenbeisser - Gheorghe Albu | - Traian Iordache - Gheorghe Brandabura - Grațian Sepi - Mircea David - Gusztáv Juhász - Gyula Bodola |

## Trenerzy
- Franz Platko (1937)

## Sezony wDivizia A
| Sezon   | Uzyskane Miejsce |
| ------- | ---------------- |
| 1932-33 | 4 w gr. 2        |
| 1933-34 | mistrzostwo      |
| 1934-35 | 3                |
| 1935-36 | 5                |
| 1936-37 | 1                |
| 1937-38 | 2 w gr. 2        |
| 1938-39 | 1                |
| 1939-40 | 1                |
| 1940-41 | 4                |